# أسترو (فرقة موسيقية)
أسترو (هانغل: 아스트로) هي فرقة فتيان كورية جنوبية شكلتها شركة الترفيه فانتاجيو إنترتينمنت والتي ظهرت لأول مرة في عام 2016. تتكون المجموعة من ستة أعضاء: MJ وJinjin وتشا إن وو وMoon Bin وRocky وYoon San-ha .  ظهروا لأول مرة مع أغنية "Hide & Seek" من ألبوم Spring Up ، وتم تسميتهم لاحقًا من قبل مجلة بيلبورد كواحد من أفضل فرق البوب الكوري الجديدة لعام 2016. 

## الأعضاء
- إم جي (هانغل: ; هانجا: 엠제이)
- جينجين (هانغل: ; هانجا: 진진)
- تشا اون وو (هانغل: ; هانجا: 차은우)
- مونبين (هانغل: ; هانجا: 문빈)
- روكي (هانغل: ; هانجا: 라키)
- يون سان ها (هانغل: ; هانجا: 윤산하)

## روابط خارجية
الموقع الرسمي
 on Fantagio باللغة الكورية